# Volodymyr Pol'ovyj
Volodymyr Oleksandrovyč Pol'ovyj (in ucraino Володимир Олександрович Польовий?; in russo Владимир Александрович Полевой?, Vladimir Aleksandrovič Polevoj; Zaporižžja, 28 luglio 1985) è un ex calciatore ucraino, di ruolo difensore.

## Carriera

### Club
Durante la sua carriera, prima di trasferirsi all'Arsenal Kiev, ha giocato principalmente con il Metalurh Zaporižžja, con cui conta 138 presenze e 2 gol.

### Nazionale
Nel 2010 debutta con la nazionale ucraina.